# 呑山仁奈子
呑山 仁奈子（のみやま みなこ、1965年9月5日 - ）は、日本の女優、声優。神奈川県出身。希楽星所属。

## 出演作品

### テレビドラマ
- 東芝日曜劇場 ガッコの先生（TBS、2001年） PTA
- 栞と紙魚子の怪奇事件簿（日本テレビ2008年）10話 近所のおばさん
- 恋のから騒ぎドラマスペシャル5～葬儀屋の女（日本テレビ、2008年）
- ブラッディ・マンデイ（TBS 2008）4話 宗教勧誘者
- オー！マイ・ガール！！（日本テレビ 2008）7話 子役の母親
- 金曜プレステージ～ハマの静香は事件がお好き6（フジテレビ 2009）妙子役
- 第９回文芸社ドラマスペシャルペーパー離婚（テレビ朝日 2010）片桐役
- ニコニコ少女（BS-TBS 2010）お兼さん役
- ＭＭ9（BS-TBS 2010）3話 引率の先生
- 明日の光をつかめ（フジテレビ 2010年）17話 母親
- 祝女～shukujo～ シーズン2（NHK 2010）
- 疑惑（フジテレビ 2012年） - 及川重美 役
- てたらめヒーロー 第8話（日本テレビ2013年）
- Woman 第1話（日本テレビ 2013年） - 保育園 園長 役
- リーガルハイ 第4話（フジテレビ 2013） - 主婦 役
- おやじの背中 第4話 母の秘密（TBS 2014年） - 中年女性 役
- 残念な夫。 第1話・第6話（フジテレビ 2015年） - 主婦 役
- 掟上今日子の備忘録 第5話（日本テレビ 2015） - 近所の人 役
- 小岩青春物語～きみといた街角～（日本テレビ 2015） - 主婦 役
- 先に生まれただけの僕（日本テレビ 2017年） - 山田良子 役
- 土曜時代ドラマぬけまいる～女三人伊勢参り～ 第4話（NHK 2018年） - 島田女中 役
- 恋はつづくよどこまでも 第9話（TBS 2020年） - 仲畑りさ子 役
- 最高のオバハン 第3話（2021年） - 高田良美（真央の母） 役
- じゃない方の彼女（テレビ東京 2021年） - 盆栽教室生徒 役　※準レギュラー
- 鉄オタ道子 2万キロ 第4話（テレビ東京 2022年） - おばさんA 役
- 特捜9 final season 第4話（2025年4月30日、テレビ朝日） - 霧音村村民 役[1]

### 映画
- 兄に愛されすぎて困っています（2017年）年配女性１役
- DESTINY 鎌倉ものがたり（2017年）きのこ人Ｂ役
- ヒキタさん！ご懐妊ですよ（2019年）羽田則子（看護師）役

### アテレコ
- ER 緊急救命室
  - シーズンⅩ #4 エロイース〈カーラ・ヒメネス〉役、#22 弱虫〈ドナ・ピエロニ〉役
  - シーズンⅩⅡ #22 スベタ〈ロイス・ヘロン〉役
  - シーズンⅩⅢ #7 ローラ〈パティ・ティアス〉役
  - シーズンⅩⅤ #15 ナンシー〈アーネスティン・フィリップス〉役
- 名探偵モンク #13、31、56
- ザ・リング2

### ナレーション・MA
- ことば探検!ことば発見!（文化庁）
- マーサのソーイングルーム
- 悠々快適おもちゃ箱
- 有名人のお宅拝見
- 梅辰どんぶり亭! パプアニューギニア編
- 世界一周『食材の旅』トマトの不思議大紀行
- 生きる!小児ガンを乗り越えて
- 博物館めぐり ドイツの街から
- まかせて 楽しいキルトのすべて!
- エンジョイホームスタイル
- 男の晩餐グルメシェフ
- チャオ!イタリア
- ビッキーと素敵なガラス
- アメリカンソーイング
- 宝くじドリームジャンボ絵本「だるまちゃんきつねちゃん」
- 神南スタジオうなね物語（ナレーション）
- 神南スタジオ うなね物語（チャムママ）
- 医学のフロンティア
- こだわりの家ホーム
- 素晴らしき植物の世界
- 健康日誌

### 舞台
- 一本刀土俵入り
- 時の氏神
- 剣客商売
- ファミリーミュージカル
  - パンダと星の種
  - ピーターパン
- 真夜中の料理人 （演出：遠藤吉博）
- プライベート・ポケット （演出：池田政之）
- 羽衣1011「夢見る頃を過ぎなくても」（声） （演出：郷田ほづみ）
- サマンサ VOL.5 （演出：堤泰之）

### その他
- NMB48 1stSg「絶滅黒髪少女」の特典DVD